# Söderön (Vårdö, Åland)
Söderön är den sydligaste delen av ön Vårdö på Åland (Finland), söder om Grundsunda. En annan del av Vårdö, nämligen söder om Vargata, där vägen västerut mot Töftö går, kallas också Söderön.